# Kizimen
Le Kizimen, en russe : Кизимен, est un volcan de Russie situé dans le Kamtchatka.

## Géographie
Le Kizimen est situé dans l'Extrême-Orient russe, dans le sud-est de la péninsule du Kamtchatka, dans le kraï de même nom. Ce stratovolcan conique a une morphologie similaire à celle du mont Saint Helens avant sont éruption de 1980. Son sommet qui culmine à 2 375 mètres d'altitude est constitué de plusieurs dômes et coulées de lave imbriqués.

## Histoire
Le Kizimen est relativement jeune puisqu'il a commencé à se former il y a 12 000 ans pour acquérir sa morphologie et son altitude actuelle il y a un peu plus de 2 000 ans. Entre ces deux périodes, quatre cycles éruptifs se sont succédé, commençant par de grandes éruptions entre 8000 et 6300 av. J.-C. et se prolongeant par trois épisodes de croissance de dômes de lave.
Le cycle éruptif actuel commence il y a 3 000 ans avec une grande éruption. Un dôme de lave se construit alors pendant 1 000 ans mais vers 900, un autre grande éruption latérale crée un cratère ouvert sur le nord-est et dans lequel croît un nouveau dôme de lave. Le volcan ne connait alors pas d'autre éruption jusqu'au début du XXe siècle entre décembre 1927 et janvier 1928. À partir de 2004, une activité sismique est régulièrement détectée et quelques petits panaches volcaniques, accompagnés d'anomalies thermiques détectées par satellite, sont observés comme fin août 2009 ainsi qu'en novembre et du 9 au 12 décembre 2010. Le 13 décembre 2010, l'activité volcanique du volcan augmente brutalement avec une explosion projetant un panache volcanique à dix kilomètres d'altitude.

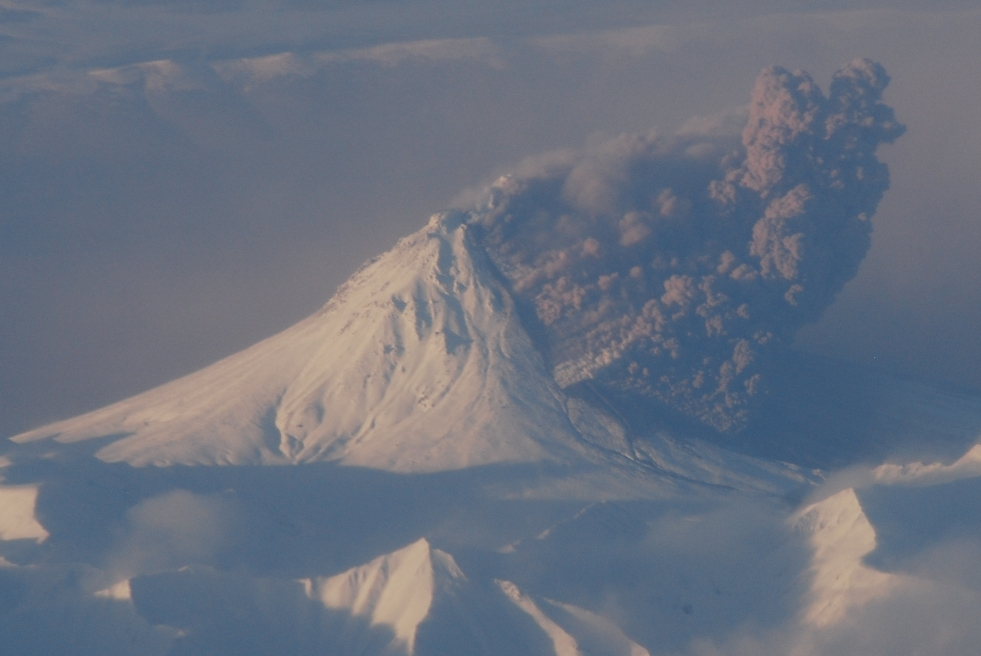
Vue aérienne du Kizimen en éruption émettant des nuées ardentes et un panache volcanique le 10 décembre 2010.